# Itaropsis tenella
Itaropsis tenella är en insektsart som först beskrevs av Walker, F. 1869.  Itaropsis tenella ingår i släktet Itaropsis och familjen syrsor. Inga underarter finns listade i Catalogue of Life.